# Natriumacrylat
Natriumacrylat ist eine chemische Verbindung aus der Stoffgruppe der Acrylate. Sie wird aus Acrylsäure und Natronlauge hergestellt. Natriumacrylat wird hauptsächlich als Ausgangsstoff zur Herstellung von Polymeren verwendet.

## Gewinnung und Darstellung
Acrylsäure wird mit einer natriumhaltigen Base (z. B. Natronlauge), meist in wässriger oder alkoholischer Lösung, neutralisiert. Im Anschluss wird das Lösungsmittel schonend entfernt.

## Eigenschaften
Natriumacrylat ist ein weißes, kristallines Pulver, das gut löslich in Wasser ist.

## Verwendung
Natriumacrylat dient als Monomer in meist wässrigen Polymerisationen.
Es wird unter anderem zur Herstellung von Superabsorbern, Tapetenkleister und Lacken verwendet.

## Sicherheitshinweise
Natriumacrylat ist nach Anhang 3 der Verwaltungsvorschrift wassergefährdender Stoffe (VwVwS) in die Wassergefährdungsklasse 2 eingestuft.

## Nachweis
Natriumacrylat lässt sich mittels Hochleistungsflüssigkeitschromatographie an Säulen mit umgekehrter Phase nachweisen.